# Баннова Наталія Геннадіївна

Наталія Геннадіївна Баннова (нар. 16 листопада 1957, Арзамас-75) — радянська і російська співачка, народна артистка Російської Федерації (2007), виконавиця російських народних пісень.

## Біографія
Народилася в сім'ї будівельників.
З 1979 року - солістка Іванівської філармонії, з 1980 року - Кубанського козачого хору. У 198 році закінчила Державний музично-педагогічний інститут імені Гнесіних (кафедра сольного народного співу). Працювала солісткою ансамблів «Лель» (Московська обласна філармонія), «Російська кавалькада» (компанія «Театральний концертний ангажемент»). У 1995-2007 рр. - солістка Центрального оркестру Міністерства оборони Російської Федерації.

### Сім'я
Мати - Марія Василівна Яшина (нар. 11 березня 1934).
Батько - Геннадій Васильович Баннов (нар. 2 листопада 1934).

## Творчість
Виступала в супроводі Академічного ансамблю пісні і танцю імені О.В.Александрова, Ансамблю російських народних інструментів під управлінням Д.Дмитрієнка, естрадно-симфонічного оркестру.
Виступає в Росії і за кордоном (Альберт-хол, Ковент-Гарден|Ковент-Гарден, Кеннеді-центр, Кремльовський палац, Велика зала Московської консерваторії, Державна центральна концертна зала «Росія»).

### CD
- «Гляжу в озера синие» (2004)
- «Застольные песни по-русски»
  - 4 выпуск (2006)
  - 5 выпуск (2008)
- «Звёздные имена — Наталья Баннова» (2007)

## Нагороди та визнання
- лауреат Всеросійського конкурсу виконавців радянської пісні (Сочі, 1986)
- лауреат дванадцяти міжнародних фестивалів народної творчості
- Заслужена артистка Російської Федерації (1998)
- Народна артистка Російської Федерації (2007) - за заслуги в галузі культури і мистецтва